# Hemisaga lucifer
Hemisaga lucifer é uma espécie de insecto da família Tettigoniidae.
É endémica da Austrália.